# Narrabeen
Narrabeen ist ein an der Küste gelegener Vorort von Sydney, Australien. 2021 lebten dort 8255 Personen.

## Geografie

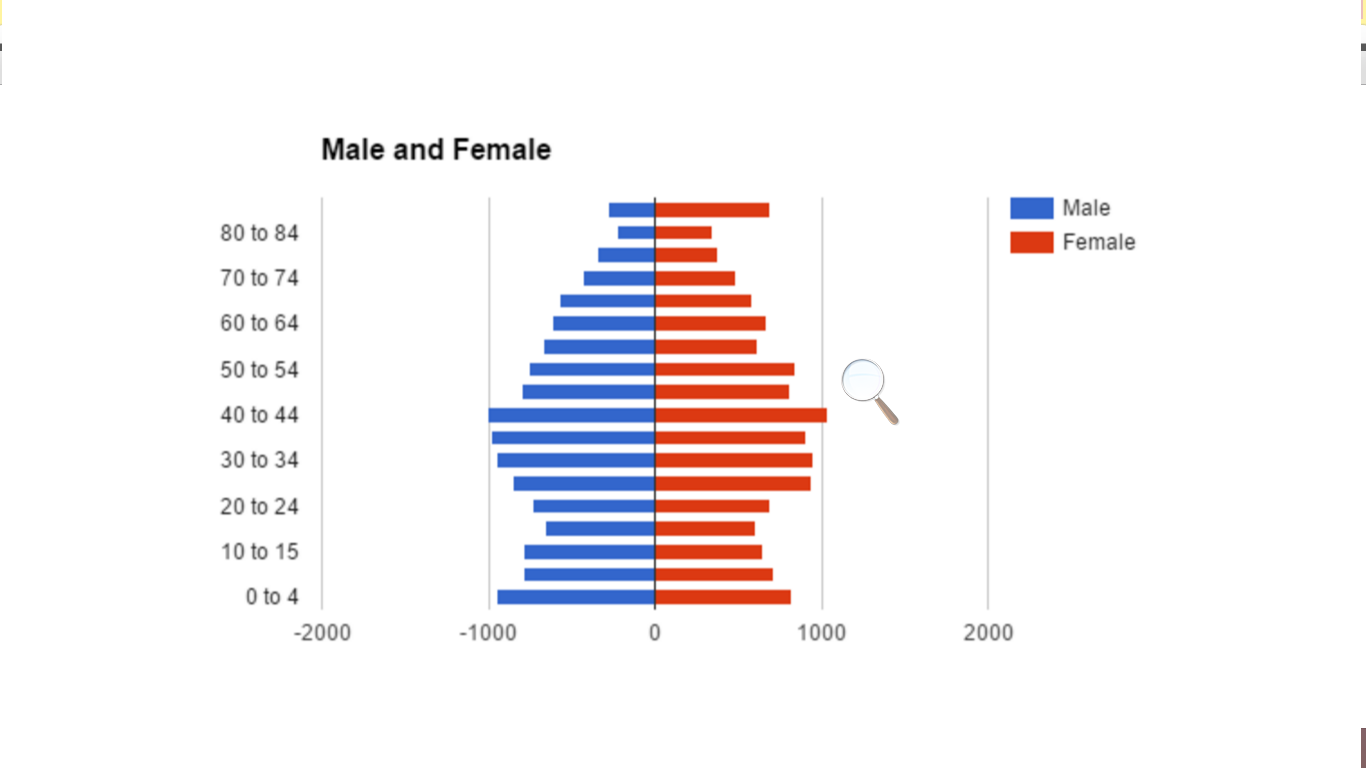
Bevölkerungspyramide von Collaroy und Narrabeen. Stand 2014

Narrabeen ist ein Vorort am östlichen Rand Sydneys, der nördlich des Port Jackson liegt. Im Norden und Westen grenzt er an den Narrabeen Lake, der nördlich von North Narrabeen  liegt. Im Süden liegt das Collaroy Plateau und der ebenfalls angrenzende Ortsteil Collaroy mit dem Collaroy Beach.

### Strand
Der Strand von Narrabeen (Collaroy-Narrabeen Beach) zieht sich 2,5 Kilometer an der Küste entlang. Er geht fließend in den Collaroy Beach über. Narrabeen besitzt keinen Rockpool, ein Schwimmbecken, das in den Felsen vertieft ist. Die nächsten Rockpools befinden sich an den Stränden der angrenzenden Vororte Collaroy und North Narrabeen.
Das Strandgebiet von Narrabeen und die küstennah erbauten Gebäude, wie auch die gesamte Nordküste von Sydney, sind stark von Erosionsprozessen bedroht. Durch Stürme in den Jahren 1920, 1945, 1967, 1974 und 2016 wurden auch Gebäude des Ortes beschädigt.
Am 6. Juni 2016 trafen in einem Sturm bis zu 8 Meter hohe Wellen auf den Strand von Narrabeen. Dabei erodierten sie die Strandlinie um bis zu 50 Meter zurück. Seewasser drang bis in die Straßen des Orts ein. Die Wellen beschädigten einige küstennah gelegene Wohngebäude. Personen aus vielen Häusern und aus einem Wohnblock am Meer, Narrabeen Lake und auf Hängen mussten im Verlauf des Sturms wegen Wasser und Erdrutschgefahr evakuiert werden.

## Geschichte
Es wird vermutet, dass der Name Narrabeen von Narrabine, einem Wort des lokalen Stammes für Schwan, abstammt.
Der jetzt unabhängige Vorort Collaroy gehörte einst zu Narrabeen, wurde dann aber abgespalten und nach dem am Collaroy Beach gestrandeten Schiff S. S. Collaroy benannt.
Im Januar 2005 wurde neben einer Bushaltestelle in Narrabeen ein etwa 4000 Jahre altes Skelett eines männlichen Aborigines entdeckt, der durch einen Speer getötet wurde. Er erhielt den Namen Narrabeen Man. Es handelt sich um das drittälteste Skelett Australiens nach dem Mungo Man und der Mungo Lady.

## Bildung
Im Ort gibt es zwei Schulen.

## Religion
Die Volkszählung im Jahre 2021 sagt aus, dass von den 8255 Personen
- 3224 Personen keiner Religion,
- 1913 Personen der katholischen Kirche,
- 1434 Personen der anglikanischen Kirche und
- 206 Personen der Uniting Church angehören.[1]

In Narrabeen gibt es fünf Gotteshäuser.